# Thamnodynastes gambotensis
Thamnodynastes gambotensis là một loài rắn trong họ Rắn nước. Loài này được Perez-Santos & Moreno mô tả khoa học đầu tiên năm 1989.